# Слобідський трамвайний парк
Слобідський трамвайний парк  — колишнє депо Київського трамвая. Обслуговувало лівобережні лінії — Київ — Микільська Слобідка, Микільська Слобідка — Дарниця та Микільська Слобідка — Бровари. Розташовувалося на Микільській слобідці біля нинішньої станції метро «Лівобережна».

## Історія
Депо було відкрите 1912 року для обслуговування лінії мототрамвая (автодрезин) Київ — Микільська слобідка — Дарниця. Лінії та парк будувалися за проектом інженера В. Тимченка. 1913 року збудовано лінію у Бровари.
Складалося з автомайстерень, гаража та бензосховища.
1920 року відступаючи польські війська підірвали мости через Дніпро, це стало причиною пожежі у парку. Було знищено майже усі вагони.
1925 року було відновлено міст та парк трамвая, відновлено рух на лінії Київ — Дарниця та 1926 року — на лінії Микільська слобідка — Бровари. Депо офіційно отримало назву на честь Фрунзе.
У 1932-1934 роках було повністю завершено електрифікацію усієї мережі, парк став обслуговувати електричні вагони. Гараж облаштували на 13 вагонів електричного трамвая.
1939 року до цегельного заводу була прокладена електрифікована вантажна гілка.
Восени 1941 року було знищено міст через Дніпро, а 1943 року внаслідок боїв було спалено трамвайний парк з вагонами та пошкоджено значну частину ліній. Парк та мережу відновлено не було.
Колишні ангари трамвайного парку у повоєнну добу було відновлено для інших потреб. Мережу довоєнного лівобережного трамвая відновлено не було, за винятком лінії на ДВРЗ (лише 1959 року).

## Маршрутибензомоторного трамвая(до електрифікації)
- № 14 Поштова площа — Дарниця (електрифіковано 1926 року, без номера)
- № 15 Микільська слобідка — Дарниця (1926 року — без номера, того ж року отримав № 15, після електрифікації 1932 року закрито)
- № 16 Микільська слобідка — Бровари (1926 року — без номера, того ж року отримав № 16, 1932 року подовжений до Поштової площі та втратив № 16, 1934 року електрифікований)

## Маршрути трамвая (після електрифікації)
- № 14 Поштова площа — Станція Дарниця (з 1926 року, до 1932 року ходив до Микільської Слобідки)
- № 23 Микільська слобідка — Бровари (з 1934 року)
- № 24 Станція «Дарниця» — ДВРЗ (збудований вже електрифікованим 1936 року)
- № 25 Поштова площа — Микільська слобідка (з 1936 року)
- № 26 Микільська слобідка — завод «Київволокно» (відкрито 1937 року)

## Рухомий склад
Першим рухомим складом були 15 мотодрезин, виготовлені у Лондоні.
Після відновлення руху працювали мотодрезини, переобладнані з вантажних вагонів торфовізної лінії Пуща-Водиця — Буча.
Після електрифікації парк поповнився новими моторними та причепними вагонами.